# Australski kažnjenički lokaliteti
Australski kažnjenički lokaliteti su jedanaest ostataka kaznionica koje je izvorno izgradilo Ujedinjeno Kraljevstvo tijekom 18. i 19. stoljeća na plodnoj australskoj obali od Sydneya, Tasmanije, otoka Norfolka i Fremantlea. Oni su individualno upisani kao nacionalna baština Australije, a zajedno na UNESCO-ov popis mjesta svjetske baštine u Australiji i Oceaniji 2010. godine kao 

## Popis zaštićenih lokaliteta
| Slika | Kaznionica                        | Osnovano    | Lokacija                                          | Koordinate                                        | Odlike |
| ----- | --------------------------------- | ----------- | ------------------------------------------------- | ------------------------------------------------- | --- |
|       | Cockatoo Island                   | 1857.       | Sydney, New South Wales                           | 33°50′49″S 151°10′16″E / 33.84694°S 151.17111°E   | Bivši carski zatvor, industrijska škola, i maloljetnički dom u Sydneyskoj luci je bio u funkciji sve do 1992. godine |
|       | Great North Road                  | 1825. – 36. | New South Wales                                   | 33°22′42″S 150°59′40″E / 33.37833°S 150.99444°E   | Ovo je povijesna cesta koju su izgradili australski kažnjenici, a koja je duljinom od 260 km povezala Sydney s plodnom dolinom Hunter Valley. Ona je bila inženjerski trijumf s dionicama najviše kvalitete, ali je zbog jako strmih dijelova i nedostatka vode i ispaše za tegljačke konje vrlo brzo izgubila značaj i pala u zaborav. |
|       | Barake Hyde Parka                 | 1818. – 19. | Sydney                                            | 33°52′10″S 151°12′45″E / 33.86944°S 151.21250°E   | Impresivna građevina od opeke koju je arhitekt Francis Greenway izgradio kao kaznionicu u ulici Macquarie u Sydneyu. |
|       | Stara upravna zgrada u Parramatti | 1799.       | Parramatta, New South Wales                       | 33°48′44″S 150°59′50″E / 33.812119°S 150.997359°E | Ova "ladanjska" rezidencija je bila dom za deset upravitelja New South Walesa u Parramatti koja je danas predgrađe Sydneya. |
|       | Kingston i Arthurs Vale           | 1829. – 34. | Otok Norfolk                                      | 29°03′12″S 167°57′31″E / 29.05333°S 167.95861°E   | Staro naselje na obalnim ravnicama Kingston, južna obala otoka Norfolk, koje se sastoji od velike skupine zgrada kažnjeničkog kompleksa Britanskog Carstva od 1788. – 1855. godine. |
|       | Posjedi Brickendon i Woolmers     | 1817.       | Longford, Tasmanija                               | 41°37′30″S 147°08′30″E / 41.62500°S 147.14167°E   | Ova dva posjeda su bila povezana s australskim kažnjenicima kojima su davali hranu i odjeću u zamjenu za rad na posjedima. Oba posjeda su kontinuirano djelovala u tom duhu punih 6 generacija, poput obitelji Archer, od početka 19. stoljeća sve do današnjih dana.                                                                   |
|       | Ženska tvornica Cascades          | 1828.       | South Hobart, Tasmanija                           | 42°53′38″S 147°17′57″E / 42.8938°S 147.2993°E     | Zatvor za žene koji je djelovao do 1856. godine. Sastoji se od pet dvorišta, groblja i vanjskih građevina unutar gradske četvrti ograđene od ostatka grada visokim zidom. |
|       | Coal Mines                        | 1833.       | Saltwater Creek Rd, Little Norfolk Bay, Tasmanija | 42°59′01″S 147°42′59″E / 42.98361°S 147.71639°E   | U razdoblju od 15 godina (1833. – 48.) ovo je bila probna postaja i prvi rudnik ugljena za "najgore zatvorenike iz Port Arthura". Danas tek ruine. |
|       | Darlingtonska probna postaja      | 1825.       | Otok Maria, Tasmanija                             | 42°34′57″S 148°04′12″E / 42.58250°S 148.07000°E   | Isprva zatvor do 1832., a potom probna postaja, do 1850. godine. Građevine ove kažnjeničke probne postaje se smatraju za najbolje sačuvane od 78 probnih postaja, koliko je izgrađeno na Tasmaniji. |
|       | Port Arthur, Tasmanija            | 1830.       | Port Arthur, Tasmanija                            | 43°09′S 147°51′E / 43.150°S 147.850°E             | Maleno kažnjeničko naselje na poluotoku Tasmanu (slika desno) je nekad bila najveća kažnjenička postaja u Australiji, a danas je jedno od najpopularnijih turističkih atrakcija na Tasmaniji. |
|       | Zatvor Fremantle                  | 1855.       | Fremantle, Zapadna Australija                     | 32°03′18″S 115°45′13″E / 32.05500°S 115.75361°E   | Ovo je bio jedan od najvećih zatvorskih kompleksa u Australiji (60.000 m²) koji se sastojao od zatvora, ulaza, vanjskih zidina, tunela. 1850-ih je pretvoren u kolonijalnu upravu, a od 1886. ponovno u kaznionicu, ali za lokalne kažnjenike, što je i ostao sve do 1991. godine kada je pretvoren u muzej.                            |

## Vanjske poveznice
- Australian convict sites (engl.) Iscrpne informacije na stranicama Australskog ministarstva okoliša, održivosti, vode, populacije i zajednica